# 溪口镇 (休宁县)
溪口镇，是中华人民共和国安徽省黄山市休宁县下辖的一个乡镇级行政单位。

## 行政区划
溪口镇下辖以下地区：
溪口村、和村、山培村、石田村、祖源村、花桥村、中和村、江潭村、长丰村、杭溪村、矶溪村、冰潭村和碜溪村。

## 中国传统村落
2013年8月，花桥村木梨硔获评第二批中国传统村落。

## 文物保护
溪口镇拥有以下文物保护单位，其中包括国保1处，市保2处。
- 全国重点文物保护单位：汪由敦墓石刻（8-0491-4-014）
- 黄山市文物保护单位：关帝庙、古留亭